# 松風軒栄楽
松風軒 栄楽（しょうふうけん えいらく）は、浪曲の名跡。
亭号は松尾芭蕉の「松風や軒をめぐつて秋暮れぬ」の句に由来する。

## 初代
松風軒栄楽（1893年9月26日 - 1980年3月31日）本名、松内富弥。
東京の生まれ、父である宝集舎栄楽の門人。元は栄嬉という、爵位を持つ金子堅太郎から松風軒という亭号を贈られて、松風軒栄楽となった。
1958年の東京帝国劇場の口演を最後に芸界から去った。「国定忠治」等を得意とした。

## 2代目
松風軒栄楽（1917年2月20日 - 2001年11月6日）本名、増本孝衛。
長崎県南松浦郡の生まれ、1930年に巡業中の初代に入門し栄坊、1935年に来阪し栄鳳と改名。1958年に梅田コマ劇場で2代目を襲名。
「乃木大将」「青山殺人事件」「原敬の友情」等を得意とした。2001年に肺炎で死去。
弟子には松風軒栄花、栄美、栄竜ら。